# Rèquiem per un somni
Rèquiem per un somni (en anglès: Requiem for a Dream) és una pel·lícula estatunidenca del 2000 basada en la novel·la homònima de Hubert Selby Jr. de 1978. Va ser dirigida per Darren Aronofsky i protagonitzada per Ellen Burstyn, Jared Leto, Jennifer Connelly i Marlon Wayans. Ellen Burstyn va ser nominada a l'Òscar a la categoria de millor actriu. Ha estat doblada al català

## Argument
ATENCIÓ: En aquesta secció hi ha gran informació sobre molts detalls de la pel·lícula i sobre el final
La pel·lícula narra la història d'en Harry Goldfarb (Jared Leto), la seva mare, la Sara Goldfarb (Ellen Burstyn), la seva xicota, la Marion Silver (Jennifer Connelly) i el seu amic, en Tyrone C. Love (Marlon Wayans). La història es divideix en tres estacions: estiu, tardor i hivern.
La història comença a l'estiu amb la Sara, una vídua que viu en un apartament de Brighton Beach, Brooklyn. La Sara es passa la major part del temps asseguda davant de la televisió veient anuncis. El seu altre entreteniment és el menjar, que l'ha feta engreixar. El seu fill Harry només la visita a l'apartament per agafar la televisió per vendre-la i finançar la seva addicció a l'heroïna.
Quan rep una suposada trucada de l'estudi de televisió Malin & Block, la seva vida canvia completament. Ella pensa que varen convidar-la al seu programa de concursos preferit. La Sara comença una dieta, per tal de poder vestir un vestit vermell que va dur durant la festa de graduació del seu fill. Tanmateix, la dieta no la convenç pas i comença a prendre pastilles (sense ésser conscient que són amfetamines) per accelerar el procés. En Harry s'adona del nou comportament de la seva mare (una mena d'eufòria i bruxisme) i li demana que deixi de prendre les pastilles. La Sara li diu que la mort del seu pare va afectar-la massa, i que perdre pes s'ha convertit ara en l'única raó de viure per a ella.
Mentrestant, en Harry i en Tyrone comencen a treballar com a narcotraficants. En Harry i la Marion planegen obrir una botiga amb els diners que guanyin per vendre els seus dissenys. En Tyrone, d'altra banda, veu aquest èxit com una oportunitat per sortir de la dura vida del carrer. Quan arriba la tardor la Sara es fa més dependent de les pastilles i en duplica la dosi, fet que la fa al·lucinar. En algunes al·lucinacions es veu com a convidada del programa de televisió. D'altra banda, en Tyrone és arrestat, mentre que en Brody, qui els subministrava la droga, és assassinat per una banda rival. En Harry i la Marion fan servir els diners estalviats per treure en Tyrone de la presó. A mesura que passen els mesos es fa més difícil el comerç de drogues sense algú que els en subministri. A més a més, la relació entre en Harry i la Marion empitjora quan s'obliden dels seus plans futurs per manca de droga.
En Tyrone rep informació sobre un carregament de droga que ha d'arribar al Nadal, per això decideix anar-hi amb en Harry per comprar-ne. Quan hi arriba, comencen uns aldarulls i el distribuïdor fuig amb la droga. Mentrestant, la Marion destrueix els seus dissenys i alguns objectes de la casa a causa de l'abstinència.
La Sara, qui ha augmentat la dosi de les pastilles, pateix al·lucinacions cada vegada més intenses. En les seves visions el presentador del programa i fins i tot una imatge d'ella mateixa se'n burlen, del seu estat. A més, veu com la nevera intenta atrapar-la. La Sara perd la raó i surt de casa en direcció de l'estudi de televisió per saber per què encara no l'han trucada.
Durant l'hivern en Harry i en Tyrone viatgen a Florida amb l'esperança de trobar-hi drogues més fàcilment. En Harry descobreix que el seu braç s'ha infectat a causa de les injeccions. Quan l'estat de salut d'en Harry empitjora, decideixen anar a un hospital per rebre ajuda. El doctor s'adona de l'addicció que pateixen tots dos i truca la policia.
Mentrestant, la Marion visita en Big Tim (Keith David), qui li donarà droga a canvi de sexe. Després de rebre l'heroïna, en Big Tim l'informa d'una festa diumenge, on podrà rebre més droga.
Hospitalitzen la Sara en una clínica de salut mental. A l'hospital els funcionaris l'atenen indiferentment. Un doctor intenta comunicar-se amb ella, però és incapaç de formular frases coherents.
El clímax de la història mostra com els somnis de cada personatge col·lapsen i es converteixen en finals tràgics, quan es fiquen en el món de les drogues. El braç d'en Harry és amputat a causa de la infecció, la Sara rep una teràpia d'electroshock que acaba allunyant-la de la realitat, en Tyrone roman a la presó, on ha de treballar i rep els insults dels guardes, i la Marion va a la festa d'en Big Tim, on practica sexe amb una altra dona mentre un grup d'homes les envolten.
Cada personatge, perdut en la misèria, es posa en posició fetal. A l'última al·lucinació de la Sara s'hi pot veure que ella guanya el gran premi del programa i s'hi troba en Harry, ara en Harry és un home de negocis exitós i compromès amb la Marion. La Sara i en Harry s'abracen i es diuen que s'estimen, mentre el públic del programa els aplaudeixen.

## Premis i nominacions

### Nominacions
- 2001. Oscar a la millor actriu per Ellen Burstyn
- 2001. Globus d'Or a la millor actriu dramàtica per Ellen Burstyn